# ARK Logic

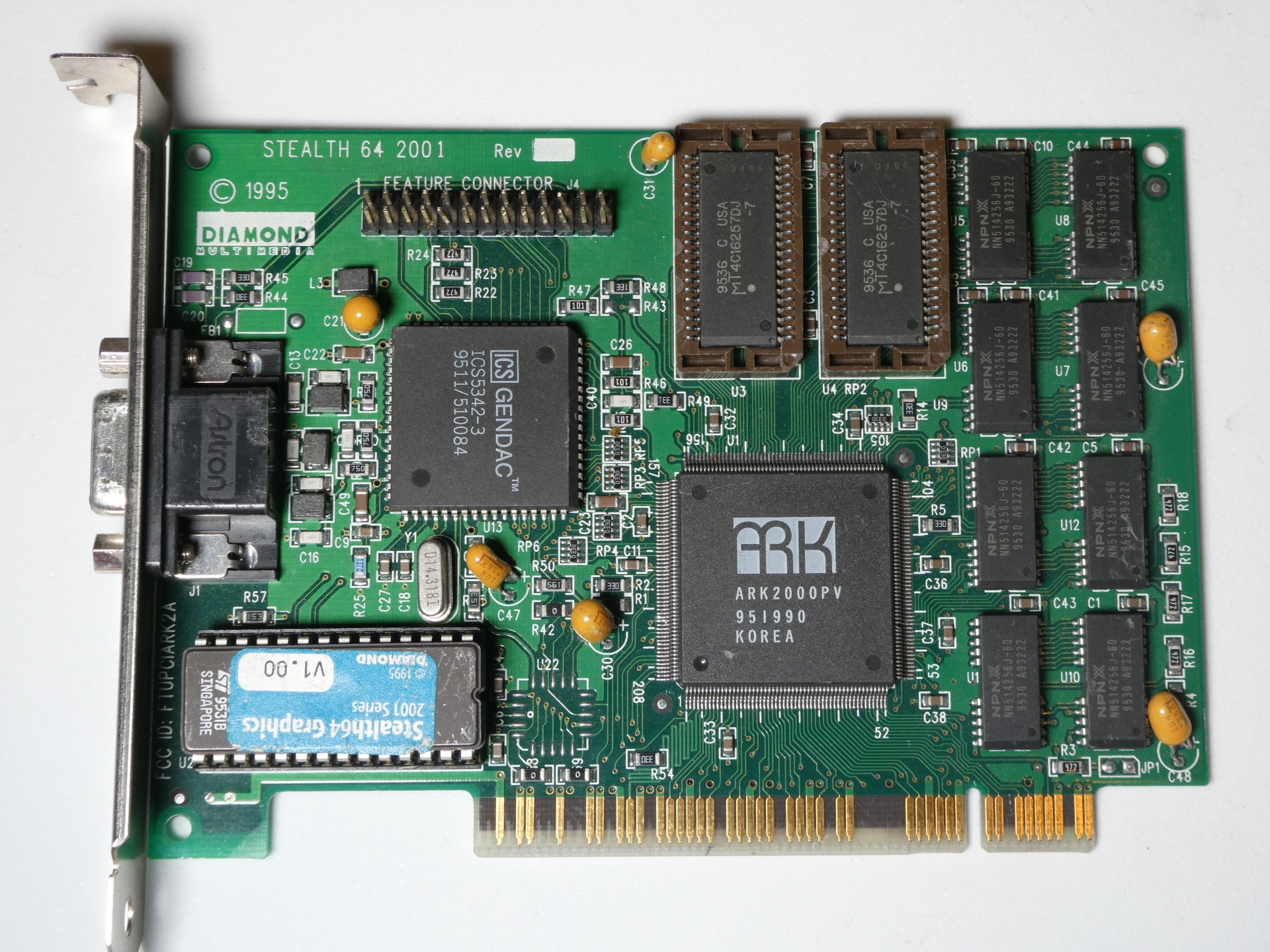
Diamond Stealth 64 Grafikkarte von Diamond Multimedia mit ARK 2000PV

ARK Logic, Inc. (Advance Rendering Kernel) war ein von 1993 bis 1999 bestehender US-amerikanischer Hersteller von Grafikchips.
Das privat geführte Unternehmen wurde Anfang 1993 in San José/Kalifornien gegründet. Ziel war die Herstellung von besonders einfachen und daher preisgünstigen Grafikchips. Der Sitz des Unternehmens war in Santa Clara.

## Geschichte
Der erste Grafikchip von ARK Logic, der ARK 1000PV, war gleichzeitig auch der erfolgreichste. Als reiner 2D-Grafikchip konnte er aufgrund seines Preises und der damaligen Marktsituation mit vielen Anbietern relativ gleichwertiger Produkte einige Abnehmer finden.
Die Nachfolger ARK 2000PV, 2000MT, 2000MI und 2000MI+ waren weitaus weniger erfolgreich, was vor allem an der Konkurrenz durch die aufkommenden 3D-Beschleuniger lag.
Am 18. Mai 1998 wurde der erste 3D-Beschleuniger von ARK Logic angekündigt, der ARK 8100 Tiger 3D. Allerdings wurde dieser Grafikchip nie auf Grafikkarten verbaut. Bereits am 8. Februar 1999 wurde der Nachfolger ARK 8800 Cougar 3D angekündigt, jedoch ist auch dieser nie erschienen. Als Folge dieser Misserfolge stellte ARK Logic den Geschäftsbetrieb ein.

## Produkte

### Grafikchips
- ARK 1000PV
- ARK 2000PV
- ARK 2000MT
- ARK 2000MI
- ARK 2000MI+
- ARK 8100 Tiger 3D
- ARK 8800 Cougar 3D

### Referenzkarten
- Quadro64 LC: Low-Cost-Grafikkarte auf Basis des ARK 2000MI+. Die Materialkosten betrugen unter 30 US-Dollar.
- Quadro64: Referenzdesign
- Quadro64 TV: Referenzdesign mit Videoausgang
- Quadro64 ED: Referenzdesign mit Videoein- und -ausgängen
- Quadro64/3D: Kombikarte mit zusätzlichem 3D-Chip